# Факундо Батіста
Факундо Агустін Батіста Очоа (ісп. Facundo Agustín Batista Ochoa; нар. 16 січня 1999, Монтевідео, Уругвай) — уругвайський футболіст, нападник житомирського «Полісся».

## Клубна кар'єра
На дитячому рівні розпочав займатися футболом у «Сієте Естреллас», перш ніж перейти до «Данубіо». Після сварки з тренером залишив клуб та перейшов до «Дефенсора Спортінга». У серпні 2018 року перейшов до клубу другого дивізіону швейцарського чемпіонату «К'яссо». У березні 2019 року перейшов в оренду до бразильської «Понте-Прети».
У серпні 2019 року перейшов в оренду до португальської «Академіки» (Візеу). Зіграв за клуб вісім матчів і та відзначився голом, перш ніж розірвати контракт у січні 2020 року.
У січні 2020 року повернувся в Уругвай, де підписав орендну угоду з «Депортіво Мальдонадо». Відзначився 16-ма голами у 40 матчах за клуб до розриву контракту 30 червня 2021 року.
17 вересня 2021 року приєднався до мексиканського клубу «Некакса». 2 липня 2024 року перейшов в оренду до «Пеньяроля», розраховану до червня 2025 року.
На початку січня 2025 року потрапив зацікавив криворізький «Кривбас», який спробував придбати уругвайця. Також гравцем цікавився аргентинський «Годой-Крус». Проте майже одразу ж в боротьбу за нападника включилося й «Полісся», з яким 20 січня 2025 року Факундо підписав 3-річний контракт з можливістю продовження ще на один сезон. За даними інтернет-порталу Transfermarkt «вовки» заплатили мексиканському «Некакса» рекордні для себе 1 750 000 євро.

## Кар'єра в збірній
Виступав за юнацьку збірну Уругваю. Один з гравців збірної Уругваю, які стали бронзовими призерами молодіжного чемпіонату Південної Америки 2019 року.

## Досягнення
«Пеньяроль»
- Прімера Дивізіон Уругваю
  -  Чемпіон (1): 2024[12]

молодіжна збірна Уругваю
- Південноамериканські ігри
  -  Бронзовий призер (1): 2018[13]

Індивідуальні
- Найкращий молодий гравець Прімера Дивізіону Уругваю: 2020[14]
- Команда року Прімера Дивізіону Уругваю: 2020[14]